# Dianthus carbonatus
Dianthus carbonatus là loài thực vật có hoa thuộc họ Cẩm chướng. Loài này được Klokov mô tả khoa học đầu tiên năm 1927.